# Esoterismo cristiano
L'esoterismo cristiano, denominato anche cristianesimo esoterico (con un significato talora diverso), è un approccio al cristianesimo caratterizzato da un nucleo di tradizioni segrete da cui esso ritiene che si sia originato, e che richiedono una preparazione di tipo iniziatico per essere comprese. In tal senso col termine «esoterico», ripreso nel XVII secolo dal greco ἐσωτερικός (esôterikos, «interno»), ci si riferisce più che altro a una conoscenza di natura misterica, propria cioè di quei riti anticamente accessibili a pochi.

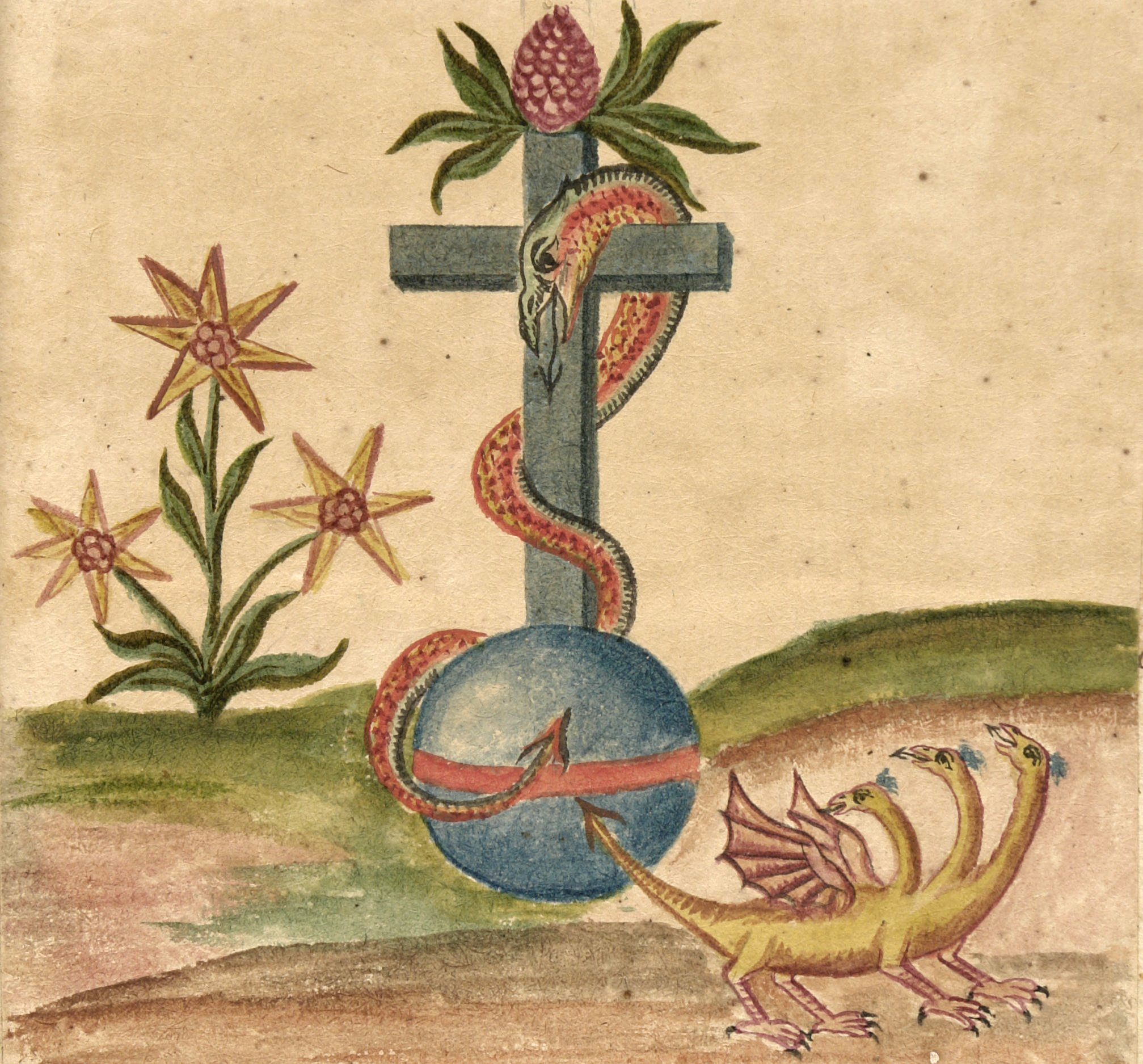
Illustrazione dal Clavis Artis, che raffigura un globo crucigero sormontato da un serpente, simbolo della conoscenza occulta nei misteri della legge mosaica.

L'esistenza di una componente esoterica del cristianesimo, contrapposta alla sua dimensione esteriore o exoterica, emergerebbe dal fatto che il Cristo stesso parlasse al grande pubblico in parabole, mentre ai suoi discepoli più stretti, i dodici apostoli, in quanto interiormente preparati, ne spiegasse il significato più profondo con parole esplicite.

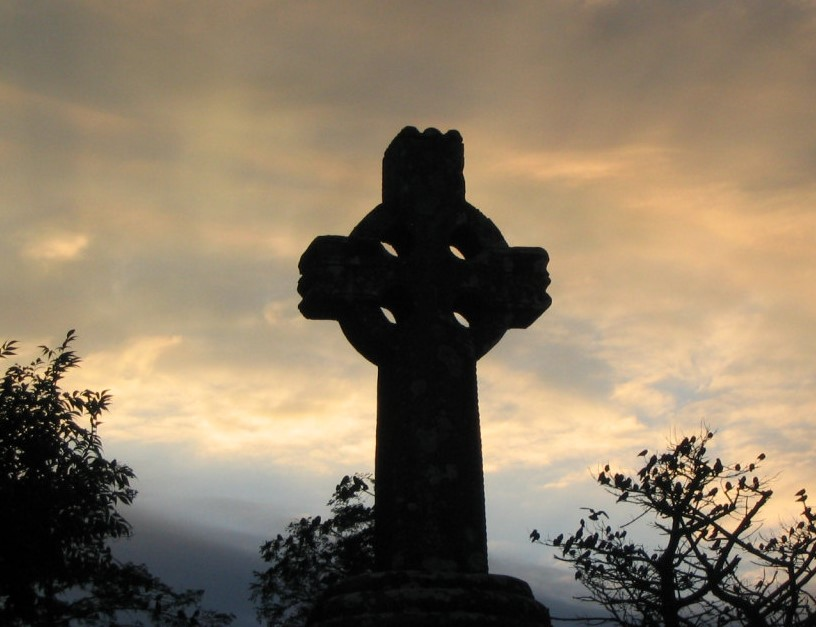
Al simbolo stesso del cristianesimo, la croce, è assegnato significato esoterico risalente ad epoche assai remote.

In senso lato il cristianesimo esoterico comprende quelle correnti spirituali che considerano il cristianesimo una religione misterica, connotata da dottrine e pratiche esoteriche. D'altra parte, la presenza di un esoterismo cristiano viene rigettata sia dal cattolicesimo, che la considera prossima all'eresia, sia dai protestanti, che a loro volta attribuiscono alla Chiesa la contaminazione dell'autentico kerygma cristiano con elementi esoterici.

## Denominazione
Secondo René Guénon, il termine esoterismo cristiano sarebbe da preferire a cristianesimo esoterico, poiché col primo si fa riferimento ad una tradizione autentica e primordiale che assunto le vesti del cristianesimo, mentre col secondo si attribuirebbe una componente esoterica al cristianesimo come qualcosa di accessorio.
Innanzi tutto, si noti bene che noi diciamo «esoterismo cristiano» e non «cristianesimo esoterico», infatti non si tratta per niente di una speciale forma di Cristianesimo, ma dell'aspetto «interno» della tradizione cristiana; ed è facile comprendere che parliamo di molto più che di una semplice sfumatura.

Inoltre, allorché in una forma tradizionale si pone il caso di distinguere, come qui, due diversi aspetti, l'uno exoterico e l'altro esoterico, dev'essere ben chiaro che essi non si riferiscono allo stesso dominio, sicché non è possibile che fra di essi si instauri conflitto o opposizione di alcun genere. [...] Ne consegue, in modo evidente, che questo esoterismo non può, in nessun caso, essere rappresentato da «Chiese» o da «sette» di alcun genere, le quali, per definizione stessa, sono sempre qualcosa di religioso, quindi di exoterico.»
(René Guénon, L'Esoterismo Cristiano, trad. it. di Calogero Cammarata)

## Accezioni esoteriche del cristianesimo

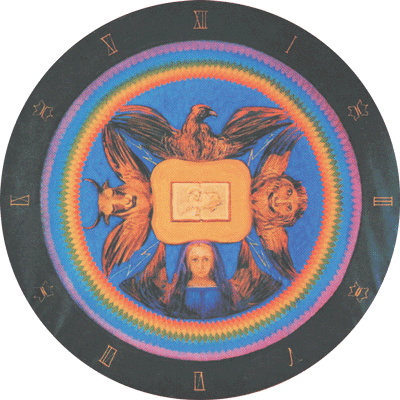
Iconografia tetramorfa tradizionalmente associata ai quattro evangelisti, oltre che ai quattro elementi, i quattro punti cardinali, il tetraktys pitagorico, ed i quattro segni fissi dell'astrologia: Aquila, Leone, Uomo, Toro.

Tra le varie accezioni esoteriche del cristianesimo, quelle prevalenti nei primi secoli sarebbero derivate soprattutto dall'esoterismo giudaico più che dai misteri greci. Lo stesso Gesù, in base alle ipotesi derivanti dal ritrovamento dei rotoli di Qumran, avrebbe frequentato la comunità ebraica degli Esseni, alquanto chiusa e riservata. Nella letteratura apocalittica, e in alcuni testi apocrifi (cioè «nascosti») del Nuovo Testamento, condivisi dalle antiche correnti spirituali del cristianesimo, si accenna ai concetti iniziatici delle scuole misteriche come la visione del Sole nell'oscurità della mezzanotte durante la discesa agli inferi.
Tra i quattro vangeli canonici è invece quello di Giovanni ritenuto dai vari movimenti esoterici il più spirituale ed arcano, insieme all'Apocalisse. La figura di Giovanni Evangelista, spesso sovrapposta a quella di Giovanni il Battista per le affinità simboliche tra i due santi, ha così assunto spesso la valenza di capostipite e fulcro peculiare dell'esoterismo cristiano. 
Altra figura di riferimento è quella femminile di Maria Maddalena, talora assimilata alla divina Sofia.

In ogni caso, già in Paolo di Tarso, e così nei primi cristiani, si ha un'appropriazione dei termini misterici usati in origine nelle cerimonie elleniche, riferendoli al loro nuovo culto: «ognuno ci consideri come servi di Cristo e amministratori dei misteri di Dio». Discussa è la presenza nei primordi di una disciplina arcani, ossia di una tradizione orale che vietasse di divulgare eplicitamente agli estranei o in forma scritta dogmi e contenuti segreti della religione cristiana, sulla scorta dell'ammonimento evangelico:
(Matteo, VII, 6)

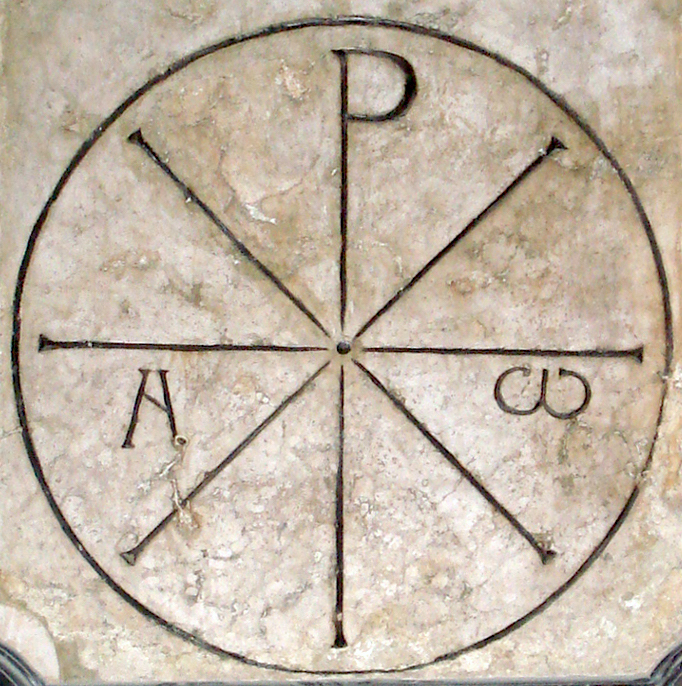
Uno dei cristogrammi antichi, che tra i vari significati assimilavano Cristo al Sole.

Un indizio della presenza di insegnamenti nascosti o riservati, a loro volta suddivisi da Besant in «misteri minori» e «maggiori», può essere rintracciato ad esempio in Origene, che in Contra Celsum scrive:
(Origene, Contro Celso, libro I, cap. 7)

### L'esoterismo gnostico

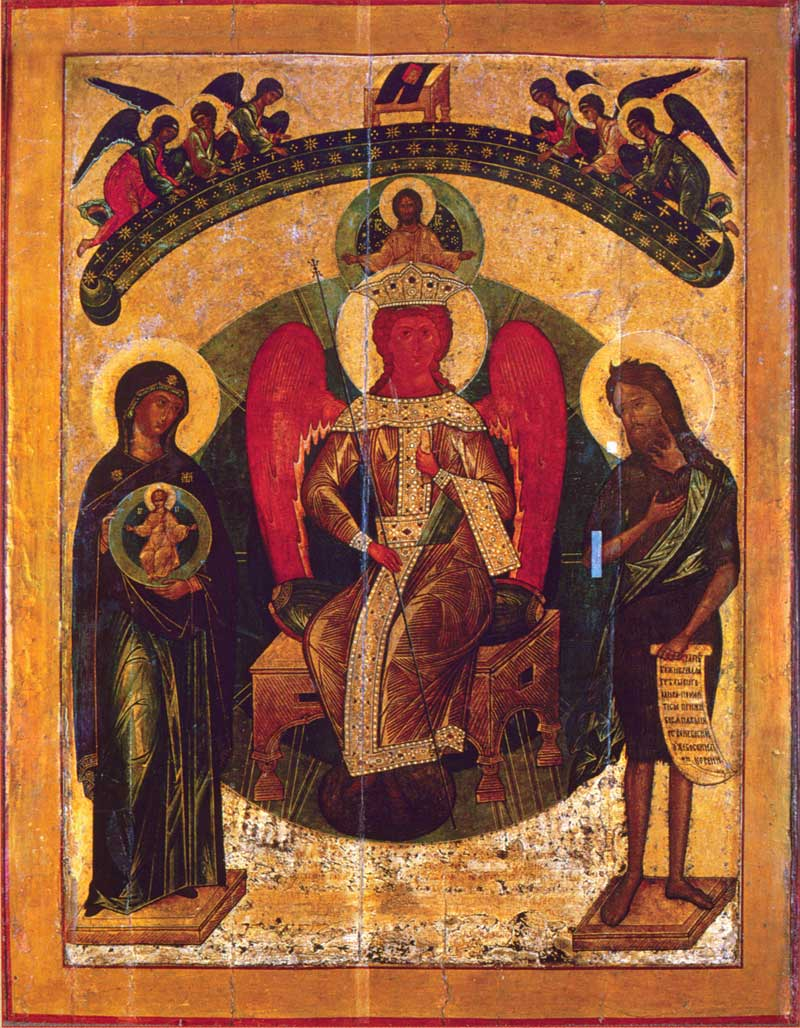
Icona della divina Sophia, una dei principali Eoni nel sistema gnostico oltre a Cristo (ritenuto un'entità diversa rispetto a Gesù, disceso su quest'ultimo solo al momento del battesimo).

Tra le correnti esoteriche del cristianesimo primitivo, la più rilevante è considerata quella in seno allo gnosticismo, complesso di movimenti escatologici per i quali la salvezza si fonda essenzialmente sulla «gnosi», termine specifico che significa conoscenza, da intendere non in senso scientifico né dogmatico, bensì in quanto acquisita per propri meriti come dono illuminante della grazia divina.
Basato su un radicale dualismo tra luce e tenebre, e sebbene connotato da un sincretismo e una scarsa coerenza, lo gnosticismo cristiano considerava Dio assolutamente trascendente, risiedente nel Pleroma da cui attraverso gli Eoni giunge a emanare il mondo, che risulta governato da potenze inferiori e tiranniche, gli Arconti, i quali impediscono all'uomo la conoscenza della propria origine divina, accessibile solo agli iniziati.

Tacciate di eresia, le sette gnostiche furono combattute dal cristianesimo istituzionalizzato, fino a scomparire; il loro attaccamento alle tradizioni esoteriche avrebbe forse causato il ripudio di quest'ultime da parte degli intellettuali ortodossi come Ireneo.
(Eliphas Lévi)

### Dall'esoterismo all'exoterismo
L'esoterismo cristiano delle origini sarebbe così progressivamente scomparso, oppure inabissatosi, allorché i padri della Chiesa ne cancellarono le tracce, dando luogo in sua vece alle varie forme del misticismo cristiano, di cui uno dei primi esempi fu Dionigi l'Aeropagita, autore dell'arcano De coelesti hierarchia.

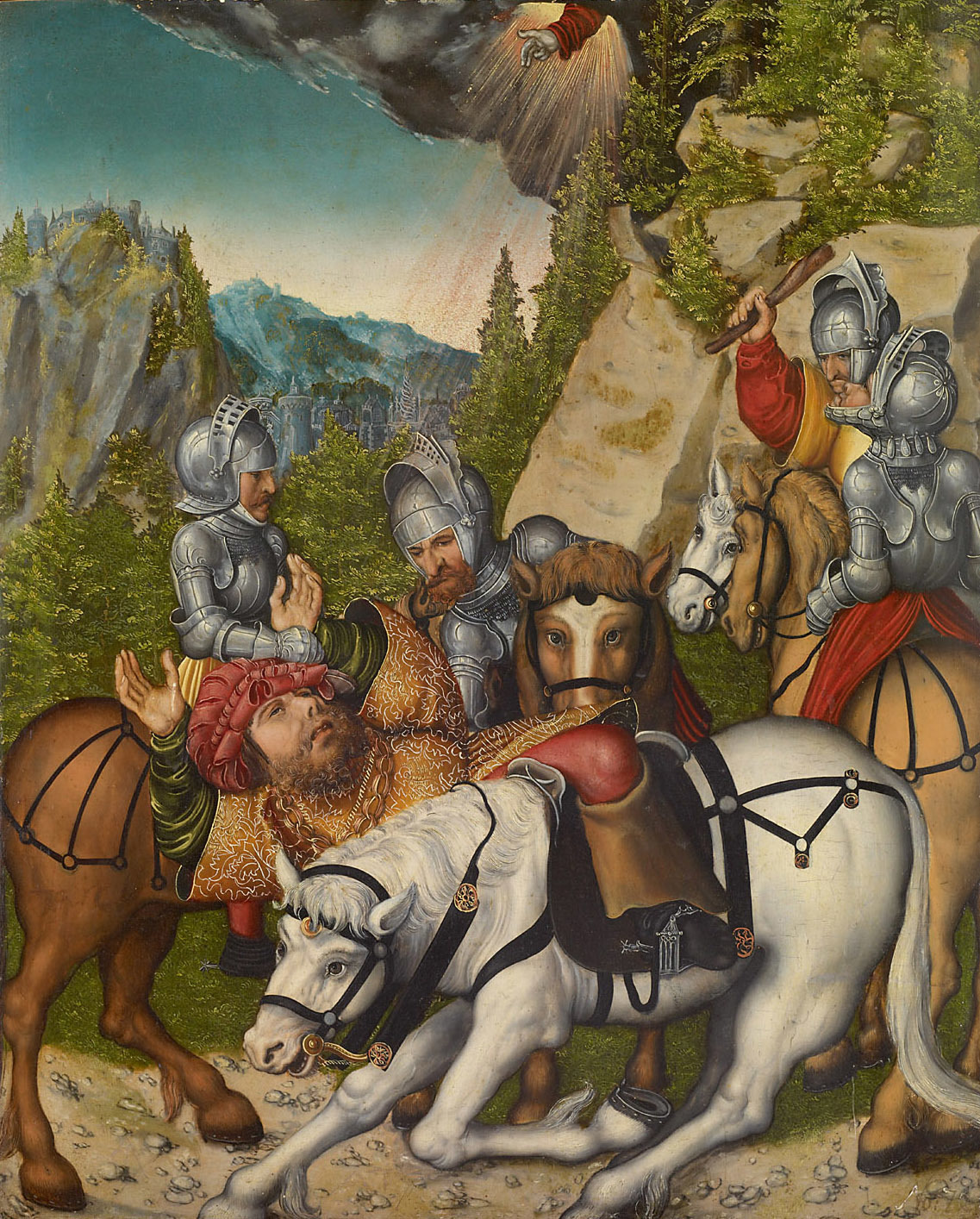
La conversione di San Paolo sulla via di Damasco (dipinto di Cranach il giovane, 1550).

Secondo Guénon, la rinuncia al proprio carattere esoterico originario sarebbe dovuto al fatto che il Cristianesimo nella sua diffusione si vedesse costretto a fare da surrogato alle antiche tradizioni misteriche greco-latine che stavano degenerando a «superstizioni», adattandosi perciò al dominio puramente religioso ed exoterico al fine di «raddrizzarlo»; tale mutamento sarebbe stato benefico e «provvidenziale» per l'umanità, che altrimenti sarebbe potuta piombare in uno stato di totale perdita della tradizione spirituale simile a quello contemporaneo.
Guénon ravvisa in particolare nei sacramenti elargiti una sola volta come il battesimo e la cresima una somiglianza con dei gradi iniziatici di natura gerarchica, con cui si accedeva ai «piccoli misteri», mentre l'ordinazione sacerdotale sarebbe l'esteriorizzazione dell'antica iniziazione ai «grandi misteri».
Da una diversa prospettiva, anche l'esoterista Rudolf Steiner afferma che il cristianesimo scelse di fare tabula rasa degli antichi misteri e di tutto ciò che l'aveva preceduto a seguito delle mutate condizioni dell'animo umano, il quale stava perdendo le sue ataviche capacità chiaroveggenti e non poteva più rapportarsi alla dimensione spirituale attraverso le modalità dei riti eleusini e dionisiaci, oppure di Mitra. Il Dio che un tempo poteva essere sperimentato in maniera sovrasensibile nel cosmo universale era divenuto nascosto, interiorizzandosi nell'Io umano e manifestandosi in un evento storico particolare, comprensibile d'ora in avanti solo come fatto mistico; tale fu la percezione del mistero del Golgota da parte di San Paolo sulla via di Damasco.

### I Templari e il Graal
Le concezioni gnostiche sarebbero sopravvissute in forma sotterranea oltre l'anno Mille, fino a riemergere nelle eresie medievali del Duecento come quella dei Catari, in cui si ripresenta il forte dualismo tra spirito e materia, tipico del manicheismo.

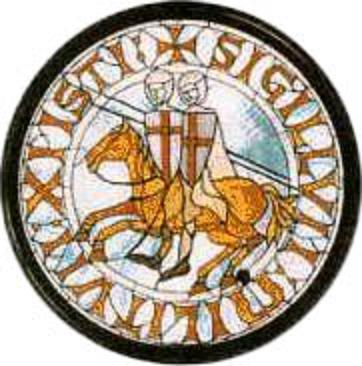
Il sigillo dei Templari, costituito da due cavalieri su uno stesso cavallo, interpretati come simbolo della dualità monaco/soldato.

Nel Medioevo, tuttavia, non si sarebbe ancora giunti ad una netta frattura tra la religiosità pubblica (o exoterica), e le componenti più esoteriche del cristianesimo, che secondo Guénon andrebbero poste all'origine dell'autentica ortodossia cristiana, e non designate come una sua deviazione eterodossa, nella quale invece consistettero propriamente le eresie dell'epoca.
Poterono così nascere nuovi movimenti messianici come quello di Gioacchino da Fiore, quello mistico-filosofico della scuola di Chartres, e singolari ordini religiosi ma al contempo «cavallereschi», di cui il più noto è quello dei Templari, legato tra l'altro ai «costruttori» di cattedrali e ai fenomeni delle Crociate, forieri di fecondi scambi culturali con l'Islam che contribuirono alla formazione di una scienza medievale basata costantemente su simboli e richiami allegorici.
Caratterizzato da una via iniziatica duale, perché di natura soprattutto guerriera oltre che sacerdotale, in cui si trovano insieme gli archetipi della guerra e dell'amore, con una struttura piramidale riflesso di quella ontologica, l'Ordine dei Templari aveva una simbologia incentrata sul Tempio di Salomone, identificabile come il Centro cosmico e universale della Tradizione primordiale esoterica, del quale costoro assolvevano il ruolo di «guardiani» e di collegamento con le tradizioni esteriori secondarie, non solo giudaico-cristiane, in quanto mediatori tra il cielo e la terra, tra potere spirituale e temporale.

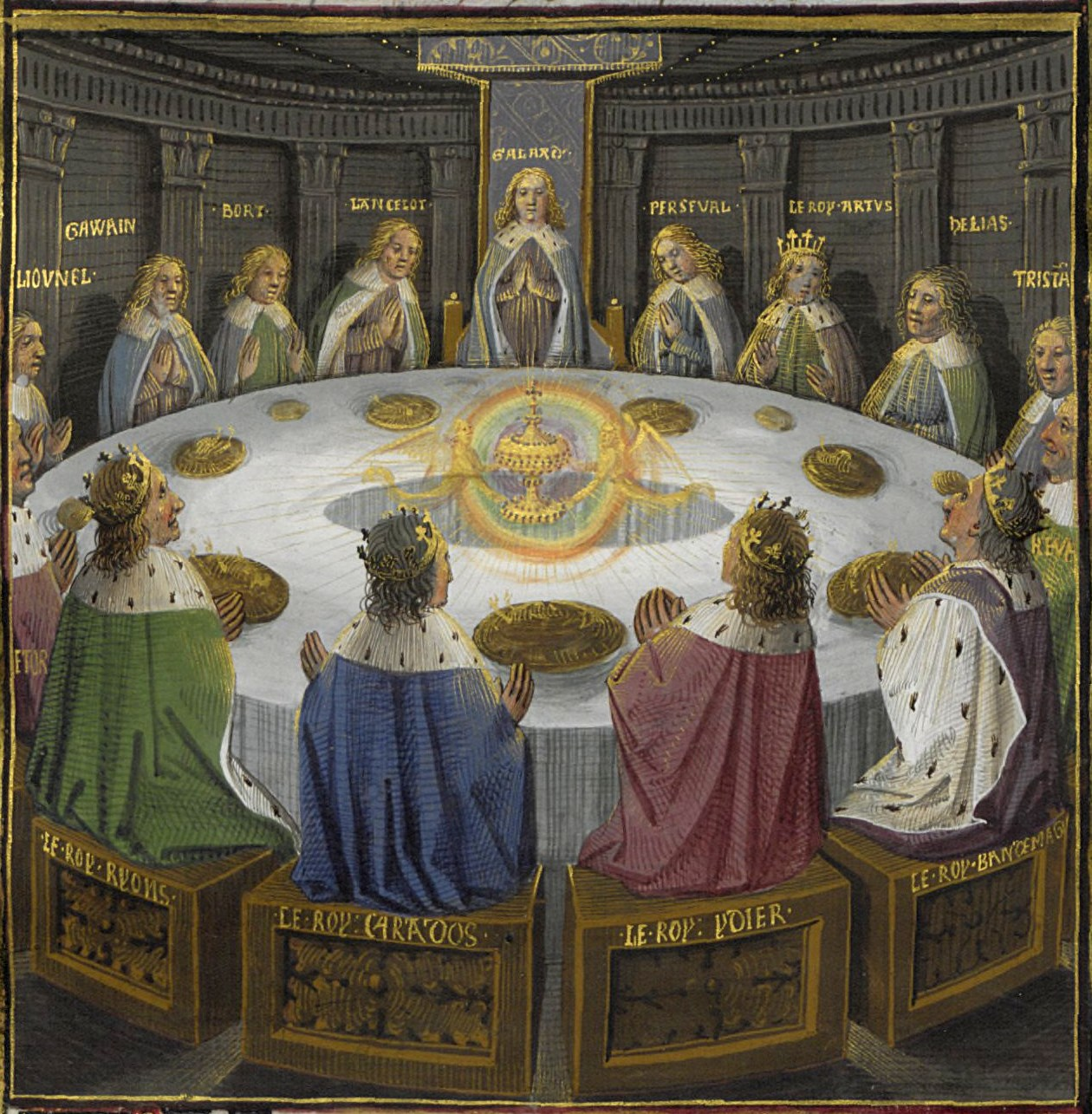
Apparizione del Sacro Graal tra i Cavalieri della Tavola Rotonda.

Ai Templari risulta associata la figura emblematica di Bernardo di Chiaravalle, nel quale si ritrova la compresenza di una fede vissuta sia come misticismo contemplativo che come attivismo politico; e la confraternita segreta dei Fedeli d'Amore di cui avrebbe fatto parte Dante Alighieri, oltre a Guido Cavalcanti ed altri poeti, connotata da un «gergo» o linguaggio convenzionale, che dietro per esempio alla celebrazione delle loro «donne» non si riferiva a personaggi femminili storicamente esistenti, ma a un'entità trascendente ovvero la Madonna Sofia.
Si attribuisce ai Templari anche l'introduzione nell'esoterismo cristiano del mito del Graal, legato a sua volta alla letteratura del ciclo arturiano, del Parsifal e forse ad antiche saghe celtiche pre-cristiane. Nel Graal riemerge un dualismo di significati che è stato ricondotto, tra l'altro, all'iconografia della discesa del Cristo-Sole nel calice della Luna: allusione alla ricerca di una conoscenza iniziatica che da un lato può essere elargita unicamente da Dio in forma di grazia, quale ostia sacra, ma dall'altro comporta una conquista riservata a coloro in grado di rendersi ricettivi, come la coppa lunare, dell'enorme potere magico in essa racchiuso, diventando degni di accoglierne il mistero.
Nella rinascita culturale del Duecento riprese vigore inoltre l'alchimia, talora praticata negli stessi ambienti ecclesiastici o monastici, in particolare dai francescani, e in cui il Cristo veniva assimilato alla pietra filosofale, fonte d'immortalità.

### I Rosacroce
Altre forme di esoterismo cristiano riemergono in epoca rinascimentale nelle vesti del neoplatonismo, in particolare di Marsilio Ficino che (seguendo Agostino) vedeva nel cristianesimo la prosecuzione di una prisca theologia, cioè dell'Unica Sapienza già celebrata nei misteri precristiani, e nel cabalismo di Pico della Mirandola.

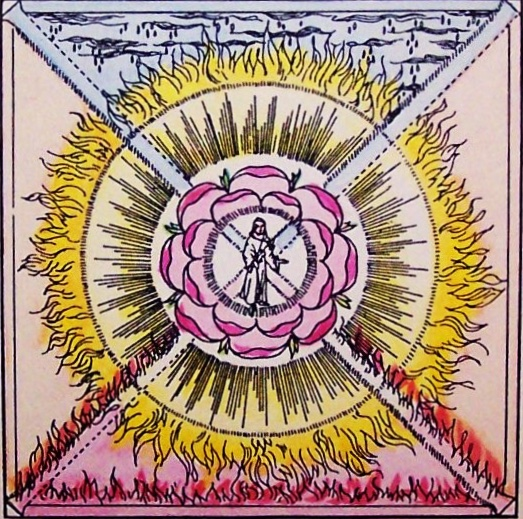
Emblema rosacrociano con Gesù al centro di una croce di sant'Andrea e di una rosa, simbolo antichissimo presente ad esempio nei culti di Iside, nella candida rosa dantesca, tra gli attributi di Maria, nel rosario ecc.

Dopo la distruzione dell'Ordine Templare ad opera di Filippo il Bello, tra i secoli XVI e XVII si sarebbe costituita una nuova confraternita esoterica in seno al cristianesimo, fondata da Cristiano Rosacroce dal quale essa prese il nome, e resa nota con la pubblicazione di tre anonimi opuscoli in Germania tra il 1614 e il 1616. Questo leggendario ordine segreto si sarebbe proposto di rinnovare l'approccio alla realtà spirituale dinnanzi alle sfide del nascente materialismo scientifico, in una maniera non più introspettiva e rivolta al passato, bensì attiva e orientata allo studio della natura esteriore, congiungendo chimicamente in matrimonio la forza del sentimento (lunare) con la luce del pensare (solare).

Sin dal loro primo apparire, gli autori degli opuscoli rosacrociani intendevano contrapporsi in maniera speculare alla Compagnia dei Gesuiti, presentando se stessi come gli autentici seguaci di Gesù, e ricevendone a loro volta diversi attacchi e calunnie, contro i quali ne presero le difese alcuni esponenti della medicina paracelsiana come Fludd, Maier, Vaughan. Tra le regole dei Rosacroce vi era infatti la cura dei malati, da intendere anche come ricomposizione della separazione tra umanità, natura e Dio creatasi col peccato originale, attraverso la somministrazione di un farmaco universale indicato con formule arcane (tra cui vitriol) che alludono al potere risanante della conoscenza espressione dello Spirito Santo, in accordo col motto rinvenuto nella tomba del fondatore:
 Professando il cristianesimo come una religione cattolica, cioè «universale», intesa come sintesi di ogni altra, articolata in un percorso iniziatico di sette gradi, i Rosacroce e quanti a loro si ispirarono fecero ampio uso di simboli alchemici, astrologici e cabalistici, dalla forte carica evocativa, che evitassero di considerare i fenomeni naturali da un punto di vista riduttivo e meramente esteriore, bensì come rimandi allo spirito vivente dietro la materia, ricercando una corrispondenza analogica (o ermetica) tra le forme del macrocosmo esteriore a cui rivolgevano la loro attività, e l'intimità microcosmica umana.
Sempre in Germania si assiste in quegli anni alla diffusione di dottrine teosofiche cristiane nate da Jakob Bohme, e ispirate alla mistica renana medievale.
Nei secoli seguenti si inseriranno nel solco dell'esoterismo rosacrociano altri personaggi come Saint-Martin, ispiratore del martinismo, il conte di Saint-Germain, Anton Mesmer, Cagliostro.

## Movimenti esoterici moderni

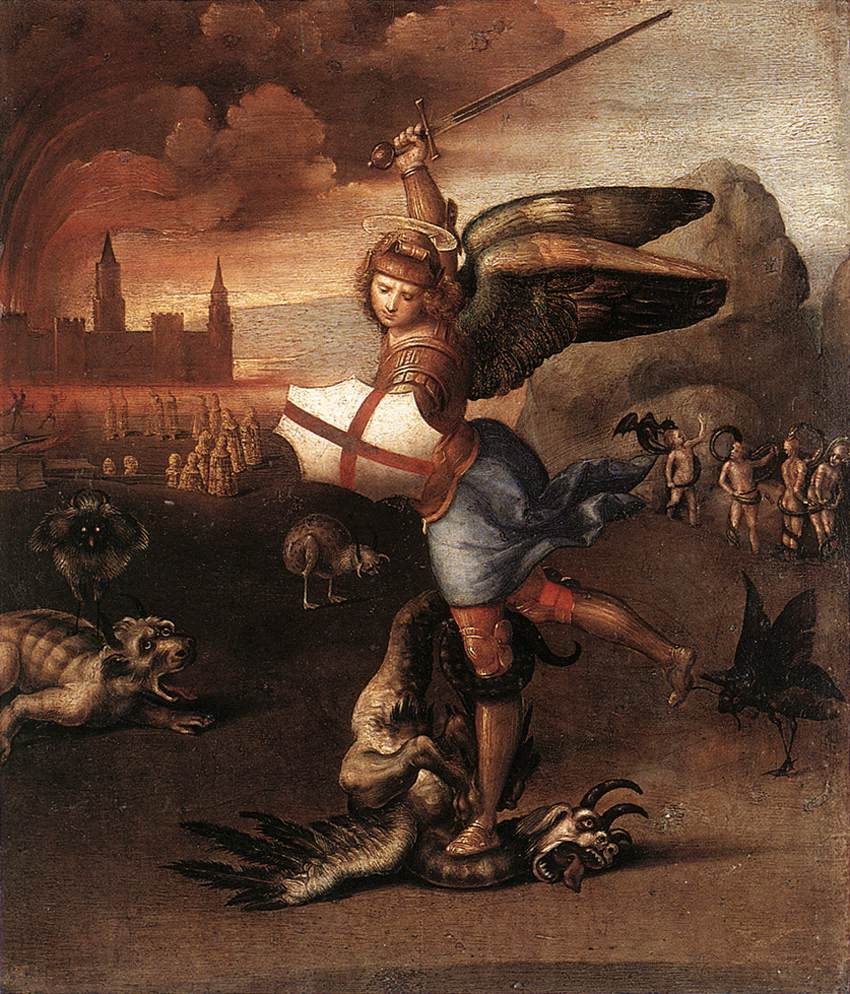
San Michele che sconfigge il Drago, ricorrente nell'iconografia mitologica cristiana (dipinto di Raffaello, 1505)

Dal finire dell'Ottocento, anche in reazione al clima positivistico di fiducia nel progresso scientifico e materialista di quegli anni, si riaccese l'interesse per i temi della spiritualità e dell'occultismo, tra cui quelli legati alla religione cristiana, ad esempio in personaggi come Rudolf Otto, Gerardus van der Leeuw, René Guénon, Henri Puech, Mircea Eliade.
In alcuni settori, come il gruppo di Ur e persino quello massonico, si assiste ad un ritorno anche alla ritualità gnostica, da cui prese vita lo gnosticismo moderno.
Con la nascita dei movimenti teosofici e antroposofici, ci si propose di recuperare le origini esoteriche del cristianesimo, andate perdute nel corso dei secoli, rielaborandole in una nuova forma adatta alla mentalità dell'uomo odierno, evolutasi rispetto alle epoche passate.
Steiner, riallacciandosi alla tradizione rosacrociana ma apportandovi elementi innovativi come la nozione della reincarnazione, denomina spesso tale impulso esoterico come «scuola di Michele», ravvisando nell'arcangelo Michele, dall'indole assorta e solitaria, la sorgente ispirativa dell'esoterismo cristiano e della sua stessa dottrina antroposofica. Altri contributi steineriani in quest'ambito riguardano proprio i rapporti della gerarchia degli Angeli con i corpi celesti e con gli esseri umani, mentre il Cristo è identificato come lo Spirito del Sole.
Tra le associazioni esoteriche contemporanee che si professano cristiane vi è inoltre la Rosicrucian Fellowship di Max Heindel, La Comunità dei Cristiani, la Chiesa di Gesù Cristo dei santi degli ultimi giorni, la Chiesa Cattolica Liberale, quella del Cristianesimo scientista, del Lectorium Rosicrucianum, e la sofiologia russa di Solov'ëv.
In Italia è stata fondata anche l'Archeosofia (propriamente «scienza dei principi»), ad opera di Tommaso Palamidessi, che attinge i propri insegnamenti in maniera eclettica dalle tradizioni occulte occidentali, come la teosofia, l'ermetismo, l'astrologia, l'alchimia, la cabala, nonché dalla teologia cristiana dei primi Padri della Chiesa preconciliare (quali Clemente Alessandrino e Origene), dalla gnosi, e dalle filosofie orientali.